# Morgårdshammars IF
Morgårdshammars IF war ein schwedischer Eishockeyklub aus Morgårdshammar, der zwei Jahre lang in der höchsten schwedischen Spielklasse aktiv war.

## Geschichte
Der Morgårdshammars IF nahm in den Spielzeiten 1961/62 und 1962/63 jeweils an der Division 1, der damals höchsten schwedischen Spielklasse, teil. Beide Male musste der Verein in der zweiten Saisonhälfte an der Abstiegsrunde teilnehmen, wobei beim zweiten Mal der Klassenerhalt verfehlt wurde und der Verein in die zweitklassige Division 2 abstieg.
Im Jahr 1986 schloss sich der Verein mit dem Backbyns IF zum Smedjebacken HC zusammen.

## Bekannte Spieler
- Uno Öhrlund